# Psolus pauper
Psolus pauper is een zeekomkommer uit de familie Psolidae.
De wetenschappelijke naam van de soort werd in 1893 gepubliceerd door Hubert Ludwig.